# William Penn Symons
William Penn Symons (1843 – 1899) è stato un generale britannico.

## Biografia

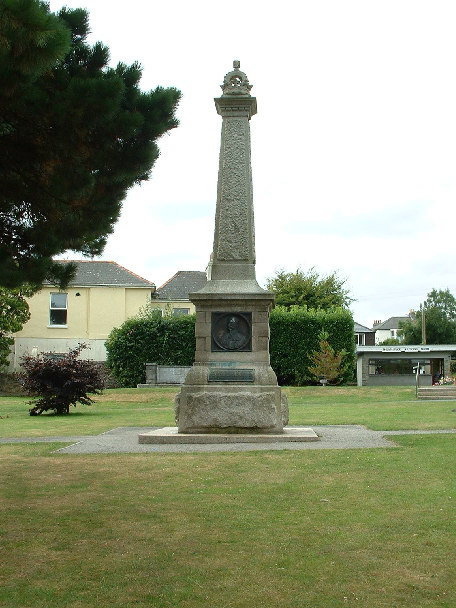
Il Victoria Park a Saltash

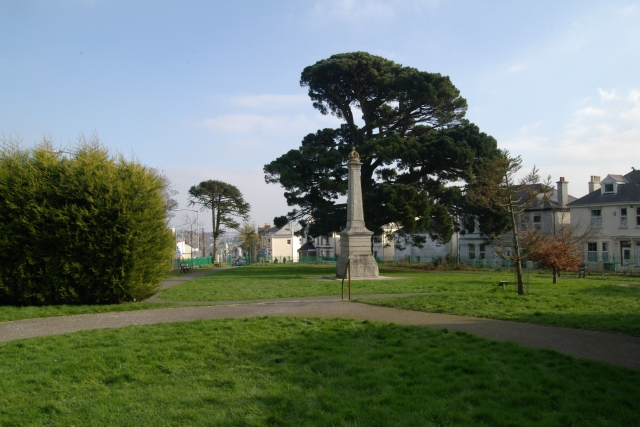

William Penn Symons era il generale comandante le truppe britanniche d'avanguardia schierate nel Natal settentrionale che combatterono la Battaglia di Talana Hill nel corso della Seconda guerra boera. Durante lo scontro il generale venne ferito diverse volte, venne costretto a lasciare il campo. Malgrado le sue forze riuscissero poi a vincere la battaglia, vennero costrette ad abbandonare le loro posizioni tornando a Ladysmith. Il generale Symons cadde prigioniero di guerra dei boeri e morì poco dopo a causa delle ferite riportate negli scontri.
Un monumento in suo onore si trova ancora oggi nel Victoria Park di Saltash.